# Persone di nome Serhij/Calciatori
| Questa pagina contiene informazioni ricavate automaticamente dalle voci biografiche con l'ausilio del template Bio e di un bot. L'aggiornamento è periodico e automatico e ricostruisce completamente la pagina. Se manca una persona in questa lista, sei pregato di non aggiungerla, ma accertati piuttosto che la sua voce biografica contenga il template Bio e che i dati anagrafici siano correttamente compilati. Se il template Bio manca, inseriscilo tu stesso o, in alternativa, metti l'avviso {{tmp\|Bio}} che ne segnala la mancanza. Se i dati riportati sono sbagliati, correggi direttamente la voce biografica; le modifiche saranno visibili in questa lista entro pochi giorni. Per chiarimenti vedi il progetto antroponimi. La lista contiene solo le 58 persone che sono citate nell'enciclopedia e per le quali è stato implementato correttamente il template Bio. Pagina aggiornata al 16 ott 2024. |

Questa è una lista di persone presenti nell'enciclopedia che hanno il nome Serhij e sono calciatori.

## A(2)
- Serhij Andrjejev, ex calciatore e allenatore di calcio sovietico (Luhans'k, n. 1956)
- Serhij Atel'kin, calciatore ucraino (Donec'k, n. 1972 - Leopoli, † 2020)

## B(5)
- Serhij Baškyrov, calciatore ucraino (Šumerlja, n. 1959 - Dnipro, † 2023)
- Serhij Basov, calciatore ucraino (Arcyz, n. 1987)
- Serhij Bolbat, calciatore ucraino (Volnovacha, n. 1993)
- Serhij Borzenko, calciatore ucraino (Komsomolske, n. 1986)
- Serhij Buleca, calciatore ucraino (Poltava, n. 1999)

## D(4)
- Serhij Danylovs'kyj, ex calciatore ucraino (Tbilisi, n. 1981)
- Serhij Datsenko, ex calciatore e allenatore di calcio ucraino (Černihiv, n. 1977)
- Serhij Davydov, ex calciatore ucraino (n. 1984)
- Serhij Dolhans'kyj, ex calciatore ucraino (Zdolbuniv, n. 1990)

## F(1)
- Serhij Fedorov, ex calciatore ucraino (Mykolaïv, n. 1975)

## H(4)
- Serhij Horbunov, calciatore ucraino (Mariupol', n. 1994)
- Serhij Grybanov, ex calciatore ucraino (Mariupol, n. 1981)
- Serhij Hryn', calciatore ucraino (Volnovakha, n. 1994)
- Serhij Husjev, ex calciatore ucraino (Odessa, n. 1967)

## J(1)
- Serhij Javors'kyj, calciatore ucraino (Donec'k, n. 1989)

## K(5)
- Serhij Kostjuk, ex calciatore ucraino (Odessa, n. 1978)
- Serhij Kovalenko, ex calciatore ucraino (Černihiv, n. 1984)
- Serhij Kryvcov, calciatore ucraino (Zaporižžja, n. 1991)
- Serhij Kulynyč, calciatore ucraino (Mala Tokmačka, n. 1995)
- Serhij Vasyl'ovyč Kuznecov, ex calciatore sovietico (Kamenolomnja, n. 1950)

## L(2)
- Serhij Ljul'ka, calciatore ucraino (Kiev, n. 1990)
- Serhij Lohinov, calciatore ucraino (Dnipro, n. 1990)

## M(3)
- Serhij Malyj, calciatore ucraino (Luhans'k, n. 1990)
- Serhij Mjakuško, calciatore ucraino (Kiev, n. 1993)
- Serhij Morozov, calciatore sovietico (Sverdlovs'k, n. 1950 - Kiev, † 2021)

## P(7)
- Serhij Perchun, calciatore ucraino (Dnipropetrovs'k, n. 1977 - Mosca, † 2001)
- Serhij Pet'ko, calciatore ucraino (Charkiv, n. 1994)
- Serhij Petrov, calciatore ucraino (Luc'k, n. 1997)
- Serhij Pohorhilyj, calciatore ucraino (Kiev, n. 1986)
- Serhij Politylo, calciatore ucraino (Novovolyns'k, n. 1989)
- Serhij Pylypčuk, ex calciatore ucraino (Zmiïv, n. 1984)
- Serhij Pšenyčnych, ex calciatore ucraino (Charkiv, n. 1981)

## R(3)
- Serhij Rožok, calciatore ucraino (Slavutyč, n. 1985 - † 2024)
- Serhij Rudyka, ex calciatore ucraino (Zaporižžja, n. 1988)
- Serhij Rybalka, calciatore ucraino (Jamné, n. 1990)

## S(8)
- Serhij Sapronov, ex calciatore e allenatore di calcio ucraino (Černihiv, n. 1961)
- Serhij Siminin, calciatore ucraino (Feodosia, n. 1987)
- Serhij Skačenko, ex calciatore ucraino (n. 1972)
- Serhij Snytko, ex calciatore ucraino (Kerč', n. 1975)
- Serhij Staren'kyj, calciatore ucraino (Novi Petrivci, n. 1984)
- Serhij Suchanov, calciatore ucraino (Ochtyrka, n. 1995)
- Serhij Sydorčuk, calciatore ucraino (Zaporižžja, n. 1991)
- Serhij Symonenko, ex calciatore ucraino (Kup"jans'k, n. 1981)

## T(1)
- Serhij Tkačenko, ex calciatore ucraino (Odessa, n. 1979)

## V(2)
- Serhij Vakulenko, calciatore ucraino (Charkiv, n. 1993)
- Serhij Voronin, calciatore ucraino (Kiev, n. 1987)

## Z(2)
- Serhij Zahynajlov, calciatore ucraino (Brovary, n. 1991)
- Serhij Zajec', ex calciatore sovietico (Berdyčiv, n. 1969)

## Č(3)
- Serhij Čebotajev, calciatore ucraino (Zaporižžja, n. 1988)
- Serhij Čobotenko, calciatore ucraino (Zaporižžja, n. 1997)
- Serhij Čujčenko, ex calciatore ucraino (Charvik, n. 1968)

## Š(5)
- Serhij Ščerbakov, ex calciatore sovietico (Donec'k, n. 1971)
- Serhij Ševčuk, calciatore ucraino (Makariv, n. 1985)
- Serhij Šyščenko, ex calciatore ucraino (Syryaki, n. 1976)
- Serhij Šapoval, calciatore ucraino (Vorzel', n. 1990)
- Serhij Šestakov, calciatore ucraino (Ladyžyn, n. 1990)